# Pogonotriccus chapmani
A Pogonotriccus chapmani a madarak (Aves) osztályának verébalakúak (Passeriformes) rendjébe és a királygébicsfélék (Tyrannidae) családjába tartozó faj.

## Rendszerezése
A fajt Ernest Thomas Gilliard amerikai ornitológus írta le 1940-ben, a Phylloscartes nembe Phylloscartes chapmani néven. Egyes szakértők jelenleg is ide sorolják.

## Alfajai
- Pogonotriccus chapmani chapmani Gilliard, 1940
- Pogonotriccus chapmani duidae W. H. Phelps & W. H. Phelps Jr, 1951

## Előfordulása
Dél-Amerika északi részén, Brazília, Guyana és Venezuela területén honos. Természetes élőhelyei a szubtrópusi és trópusi hegyi esőerdők. Állandó, nem vonuló faj.

## Megjelenése
Testhossza 12 centiméter.

## Természetvédelmi helyzete
Az elterjedési területe nagyon nagy, egyedszáma ugyan csökken, de még nem éri el a kritikus szintet. A Természetvédelmi Világszövetség Vörös listáján nem fenyegetett fajként szerepel.